# Киземшецька селищна адміністрація
Киземше́цька селищна адміністрація (каз. Қыземшек кенттік әкімдігі, рос. Кыземшекская поселковая администрация) — адміністративна одиниця у складі Сузацького району Туркестанської області Казахстану. Адміністративний центр — селище Киземшек.
Населення — 4050 осіб (2021; 4142 у 2009, 3058 у 1999).

## Склад
До складу адміністрації входять такі населені пункти:
| Населений пункт  | Колишні назви | Населення, осіб (1999) | Населення, осіб (2009) | Населення, осіб (2021) |
| ---------------- | ------------- | ---------------------- | ---------------------- | ---------------------- |
| Киземшек, селище | Степний       | 2614                   | 3534                   | 3658                   |
| Тайконир, село   | -             | 444                    | 608                    | 392                    |